# Yuli-Yoel Edelstein
Yuli-Yoel Edelstein (Hebreeuws: יולי-יואל אדלשטיין) (Tsjernivtsi, 5 augustus 1958) is een Israëlische politicus van de Likoed.

## Biografie
Edelstein is afkomstig uit de Sovjet-Unie en emigreerde in 1987 naar Israël.
Sinds 1996 heeft hij zitting in de Knesset, tot 2003 voor Jisrael Ba'aliyah en sindsdien voor Likoed (kortstondig onderbroken van 2006 tot 2007, waarna hij voor de vertrokken Dan Naveh weer terugkwam). 
Van 1996 tot 1999 was hij minister van Immigratie-opname in het kabinet-Netanyahu I, van 2001 tot 2003 staatssecretaris voor Immigratie-opname in het kabinet-Sharon I en van 2009 tot 2013 minister van Informatie en Diaspora in het kabinet-Netanyahu II. 
In 2013 volgde hij Reuven Rivlin op als voorzitter van de Knesset. Op 26 maart 2020 trad hij af omdat hij niet het oordeel van Hoge Gerechtshof wou uitvoeren om de stemming voor het voorzitterschap van de Knesset op die dag te houden.
17 mei 2020 werd hij minister van Volksgezondheid in de coalitie van Benjamin Netanyahu en Benjamin Gantz.
Begin februari 2019 was hij een van de ondertekenaars van een petitie door de Nahala-beweging aan het adres van de (volgende) Israëlische regering, waarin gevraagd wordt héél de door Israël bezette Westelijke Jordaanoever te koloniseren met twee miljoen joden. Daartoe moet het Twee-statenmodel worden losgelaten en de geldende bouwstop buiten de "officiële settlement-blocs" (die de VN als illegaal beschouwd). Het gaat om een plan van Yitzhak Shamir (1915-2012) uit de jaren '90 van de vorige eeuw. De Nahala-petitie heeft het over:Het land Israël: één land voor één volk